# Ballymacarbry
Ballymacarbry är en ort i republiken Irland.   Den ligger i grevskapet Waterford och provinsen Munster, i den centrala delen av landet, 160 km sydväst om huvudstaden Dublin. Ballymacarbry ligger 149 meter över havet och antalet invånare är 132.
Terrängen runt Ballymacarbry är varierad.Runt Ballymacarbry är det glesbefolkat, med 15 invånare per kvadratkilometer. Närmaste större samhälle är Cluain Meala, 11,1 km norr om Ballymacarbry. Trakten runt Ballymacarbry består i huvudsak av gräsmarker.